# Вольфштайн (Рейнланд-Пфальц)
Вольфштайн (нім. Wolfstein) — місто в Німеччині, розташоване в землі Рейнланд-Пфальц. Входить до складу району Кузель. Складова частина об'єднання громад Лаутереккен-Вольфштайн.
Площа — 13,75 км2. Населення становить 1888 ос. (станом на 31 грудня 2020).

## Галерея

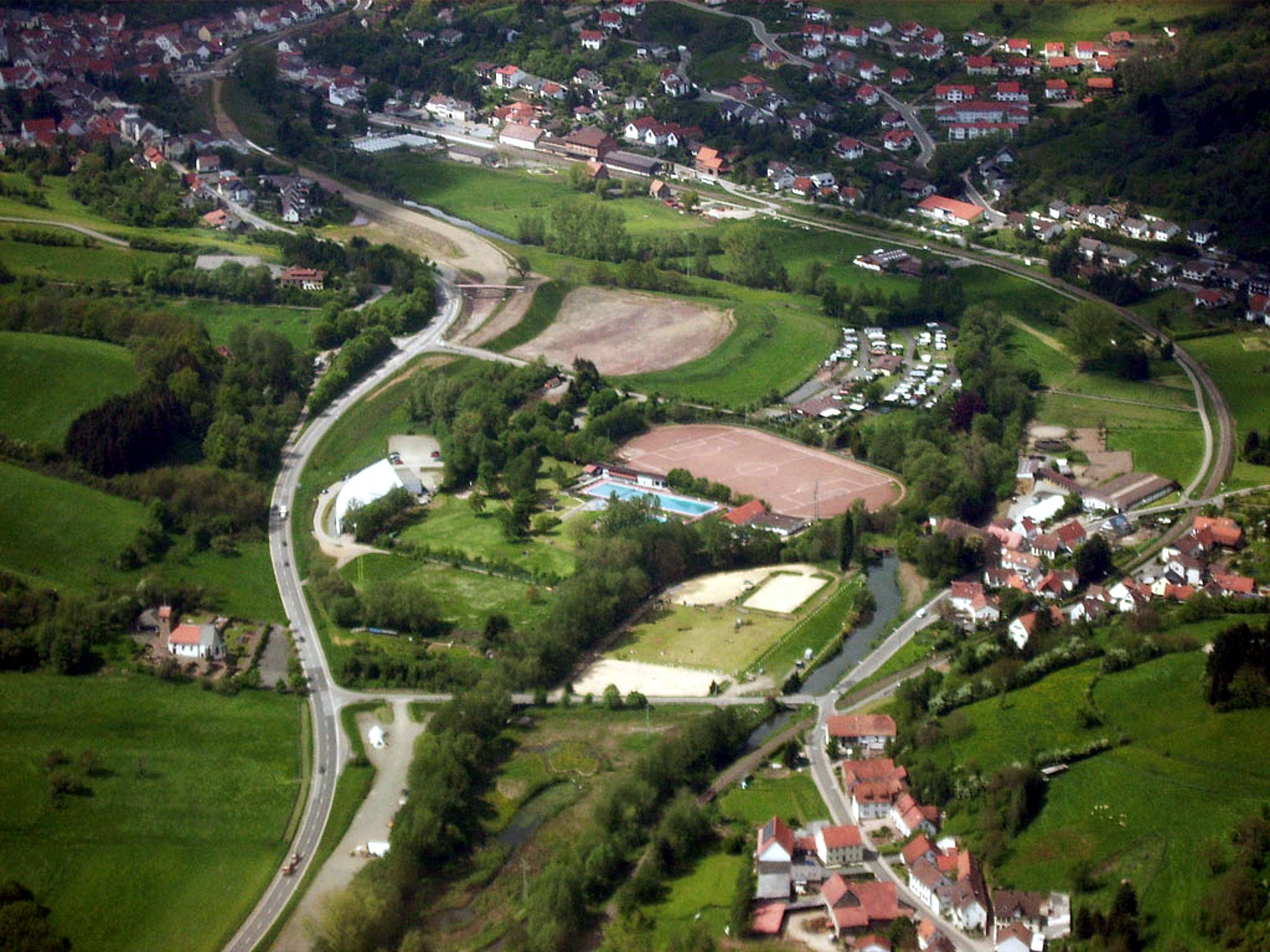
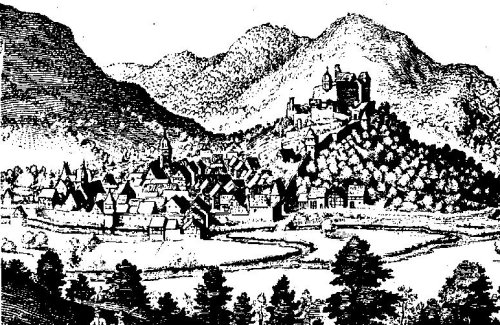
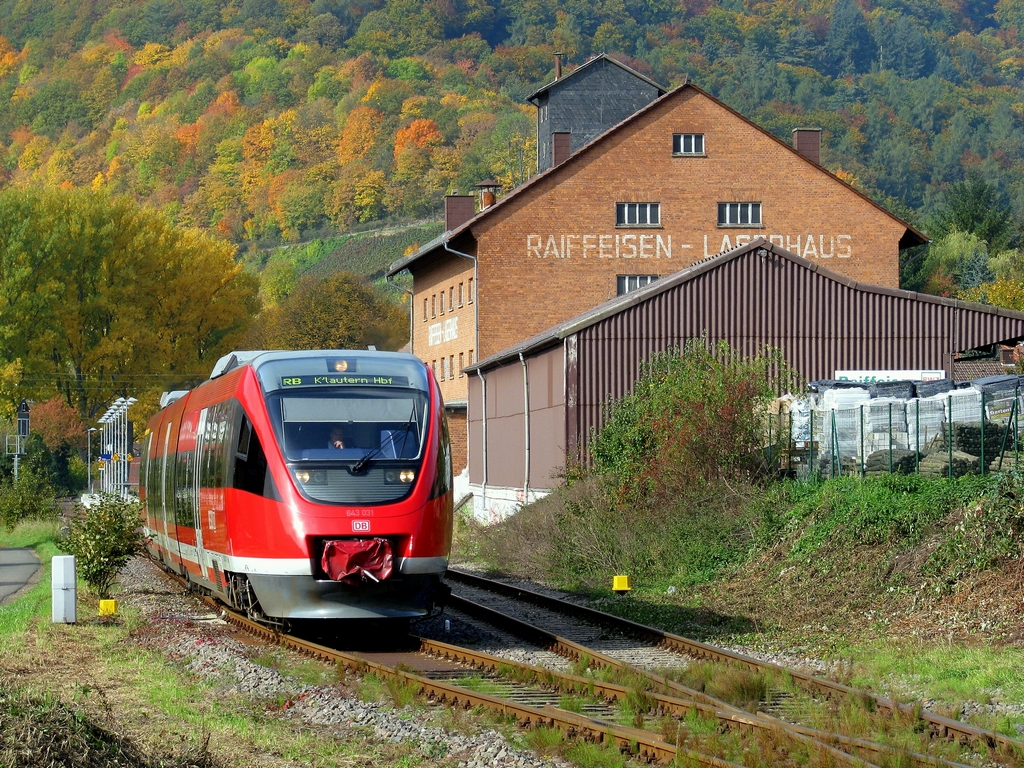
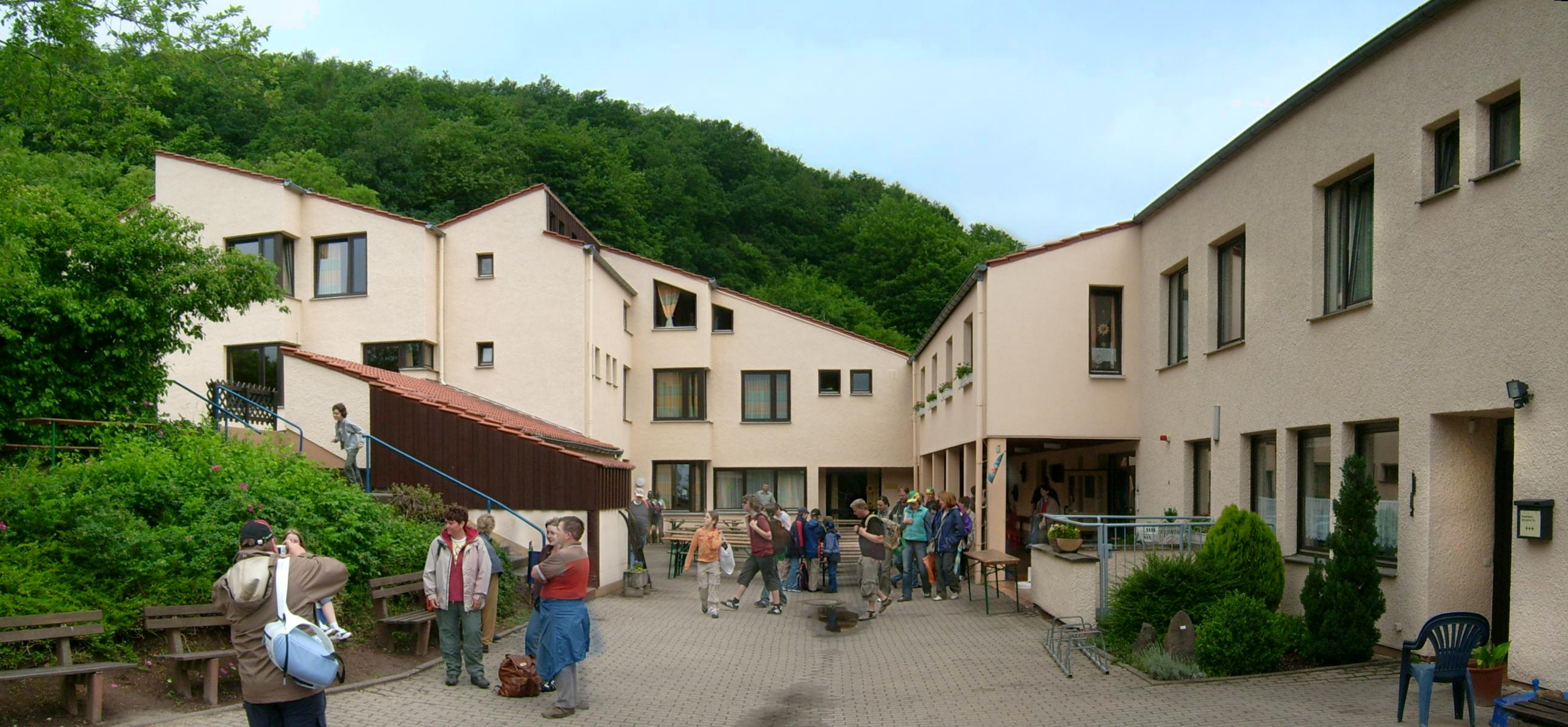

## Уродженці
- Герберт Ноллау (1916—1968) — німецький підводник, капітан-лейтенант крігсмаріне.